# Туржанбаев, Керимбек
Керимбе́к Туржанба́ев (1910, аул № 2, Семипалатинская область, Российская империя — 1991, Карагандинская область, Казахстан) — заведующий фермой колхоза «Бырлестык» Джезказганского района Карагандинской области, Казахская ССР. Герой Социалистического Труда (1948).

## Биография
Родился в 1910 году в семье кочевника-животновода в ауле № 2 Семипалатинской области.
С раннего возраста пас овец. Во время коллективизации вступил в местный колхоз, в котором он трудился чабаном до призыва в 1942 году Красную Армию по мобилизации. Из-за болезни был комиссован и возвратился в родной колхоз, где стал заведовать фермой.
В 1947 году труженики фермы вырастили 1596 ягнят от 1301 курдючных овец. Средний вес каждого ягнёнка к отбивке составил 40 килограммов. Указом Президиума Верховного Совета СССР от 23 июля 1948 года удостоен звания Героя Социалистического Труда за «получение высокой продуктивности животноводства в 1947 году» с вручением ордена Ленина и золотой медали «Серп и Молот» (№ 2581).
Этим же указом званием Героя Социалистического Труда были удостоены труженики колхоза «Бырлестык» чабаны Абайдилья Жумурткинов и Азимбай Тыккозов.
С 1949 года — председатель Аралтобинского сельского Совета депутатов трудящихся. С 1952 года вновь заведовал фермой в колхозе «Берлестык» Джезказганского района.
После выхода на пенсию проживал в Карагандинской области. Умер в 1991 году.